# More Than a Feeling
«More Than a Feeling» — песня американской рок-группы Boston с её дебютного альбома 1976 года Boston. Также была в сентябре того же 1976 года издана отдельным синглом. (Это был первый сингл с вышеназванного альбома.)
В США песня достигла 5 места в чарте Billboard Hot 100.
Автор песни — основатель группы Boston Том Шольц. Работая инженером в компании Polaroid, он пять лет возился с этой песней в своей студии звукозаписи в подвале. Как пишет сайт журнала Rolling Stone,
Движимая эпохальным [гитарным] риффом и высоким как небоскрёб вокалом Брэда Делпа, «Feeling» помогла альбому Boston продаться в более чем 17-ти миллионах экземпляров и вдохновила рифф из [песни] «Smells Like Teen Spirit» [группы] Nirvana.

## Премии и признание
В 2004 году журнал Rolling Stone поместил песню «More Than a Feeling» в исполнении группы Boston на 500 место своего списка «500 величайших песен всех времён».
Также песня «More Than a Feeling» в исполнении группы Boston входит в составленный Залом славы рок-н-ролла список 500 Songs That Shaped Rock and Roll.

## Участники записи
- Том Шольц — акустическая и электрическая гитары, бас-гитара
- Брэд Делп — вокал, бэк-вокал
- Сиб Хашьян[англ.] — ударные

## Позиции в хит-парадах
Годовые  чарты:
| Хит-парад (1976)      | Позиция |
| --------------------- | ------- |
| Канада (RPM Year-End) | 58      |